# Габріель Сапольський
Габріель Сапольський (нар. 26 вересня 1972) — американський промоутер професійного реслінгу, творчий письменник і букер, який підписав контракт з WWE. Сапольський також обіймав різні творчі та маркетингові посади в індустрії професійної боротьби, зокрема як особистий помічник Пола Хеймана з Extreme Championship Wrestling, співзасновник і керівник відділу зв'язків з талантами (букер) у Ring of Honor, віцепрезидент Dragon Gate США, віцепрезидент із зв'язків з талантами, творчості та маркетингу Всесвітньої мережі боротьби (WWN) та творчий письменник (букер) і засновник EVOLVE.